# لاكلان ميتشيل
لاكلان ميتشيل (بالإنجليزية: Lachlan Mitchell)‏ هو لاعب اتحاد الرغبي أسترالي، ولد في 30 سبتمبر 1987.